# Frente Amplio Progresista (México)
El Frente Amplio Progresista fue una Coalición Legislativa y de Gobierno de partidos socialdemócratas mexicanos, fundado después de la elección del 2 de julio del 2006, como parte de los acuerdos de la antigua Coalición Por el Bien de Todos, que postuló a Andrés Manuel López Obrador. Este Frente estaba conformado por el Partido de la Revolución Democrática (PRD), el Partido del Trabajo (PT) y el Partido Convergencia.
La Convención Nacional Democrática fue resultado de negociaciones de unión de los partidos políticos por el Frente Amplio Progresista.

## Coordinación Política Nacional
La Coordinación Política Nacional estaba conformada por distintos miembros que definen las directrices del Frente. Hasta el 26 de noviembre de 2007, a la cabeza de dicha estructura se eligió a Jesús Ortega, y a partir del 8 de enero de 2008 y por un año el cargo se encuentra en manos de Porfirio Muñoz Ledo.
Su integración es la siguiente:

### Dirigentes de los partidos políticos
- Jesús Ortega Martínez* (Partido de la Revolución Democrática)
- Alberto Anaya (Partido del Trabajo)
- Luis Maldonado Venegas (Convergencia)

(*)Asumió la dirigencia el viernes 14 de noviembre de 2008 después de que el Tribunal Electoral del Poder Judicial de la Federación validará su triunfo en la elección contra Alejandro Encinas

### Coordinadores parlamentarios en la Cámara de Senadores
- Carlos Navarrete Ruiz (PRD)
- Alejandro González Yáñez (PT)
- Dante Delgado Rannauro (Convergencia)

### Coordinadores parlamentarios en la Cámara de Diputados
- Alejandro Encinas Rodríguez
- Ricardo Cantú (PT)
- Alejandro Chanona (Convergencia)

### Representación Política
- Jesús Ortega Martínez
- Porfirio Muñoz Ledo
- Manuel Camacho Solís
- Ifigenia Martínez
- Jesús González Schmal

### Representación de Gobernadores
- Marcelo Ebrard, antiguo Jefe de Gobierno del Distrito Federal

### Representación de los Presidentes Municipales
- Yasmín Copete Zapot, expresidenta Municipal de Santiago Tuxtla, Veracruz

### Representación de Movimientos sociales
- Martín Esparza, Secretario General del Sindicato Mexicano de Electricistas

### Consejo Consultívo
- Ifigenia Martínez, Presidenta del Consejo Consultivo